# Bank & Monument (Londons tunnelbana)
Bank & Monument är två stationer i Londons tunnelbana som är förbundna med varandra och tillsammans skapar en av Londons största knutpunkter där fem tunnelbanelinjer möts med Docklands Light Railway. Bank trafikeras av Central line, Northern line, Waterloo & City line samt även av Docklands Light Railway. Monument trafikeras av  Circle line och District line. År 1884 öppnades station Monument. 1898 öppnade station Bank på Waterloo & City line samt år 1900 tillkom Central line och Northern line till Bank station. 1933 öppnade en gångtunnel mellan Bank och Monument så att stationerna förbands med varandra. 1991 öppnade Docklands Light Railway en station med namnet Bank. Namnet Bank kommer från Bank of England som ligger ovanför stationen. Namnet Monument kommer från minnesmärket The Monument ovanför stationen.

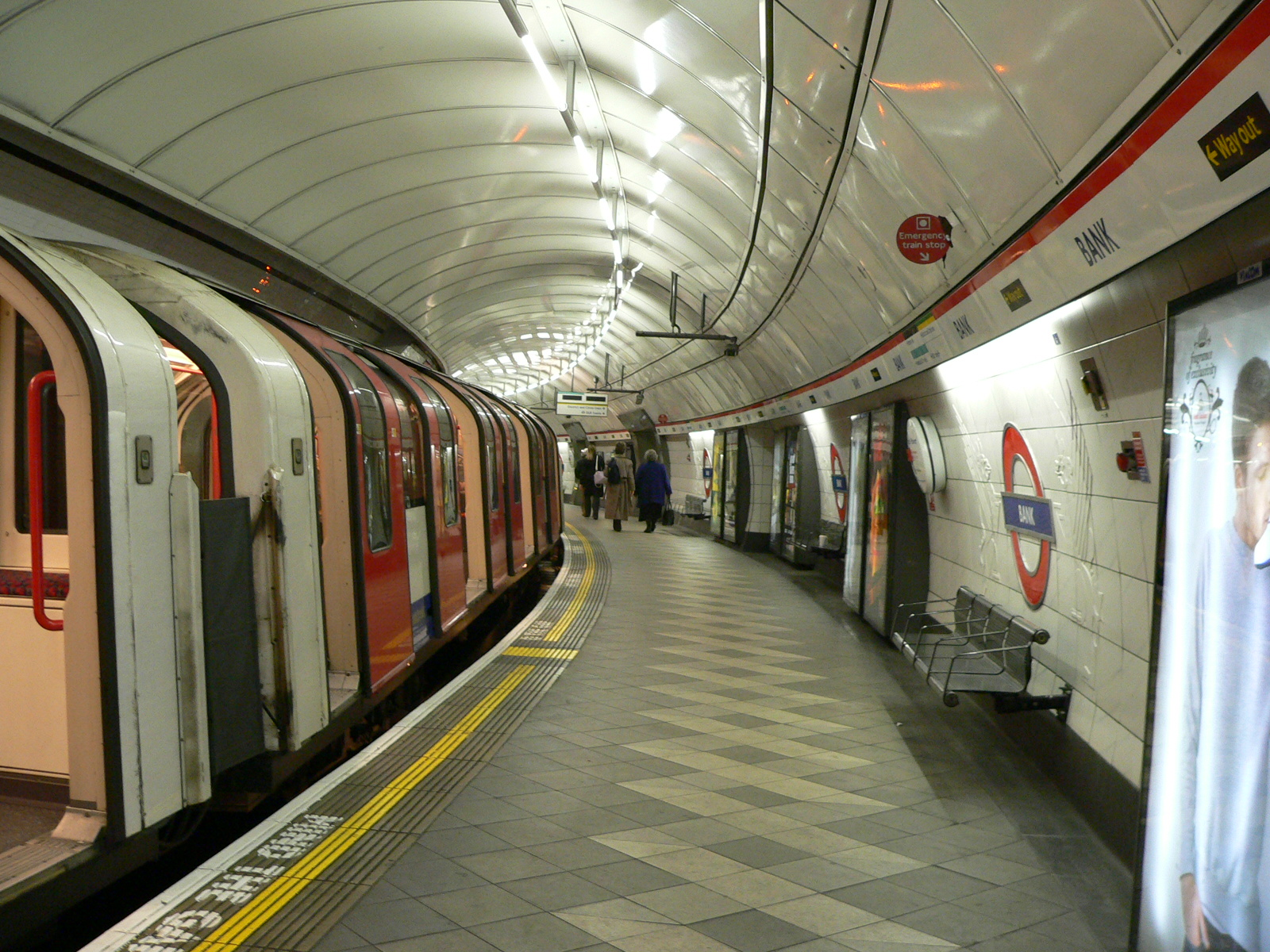
Central line.
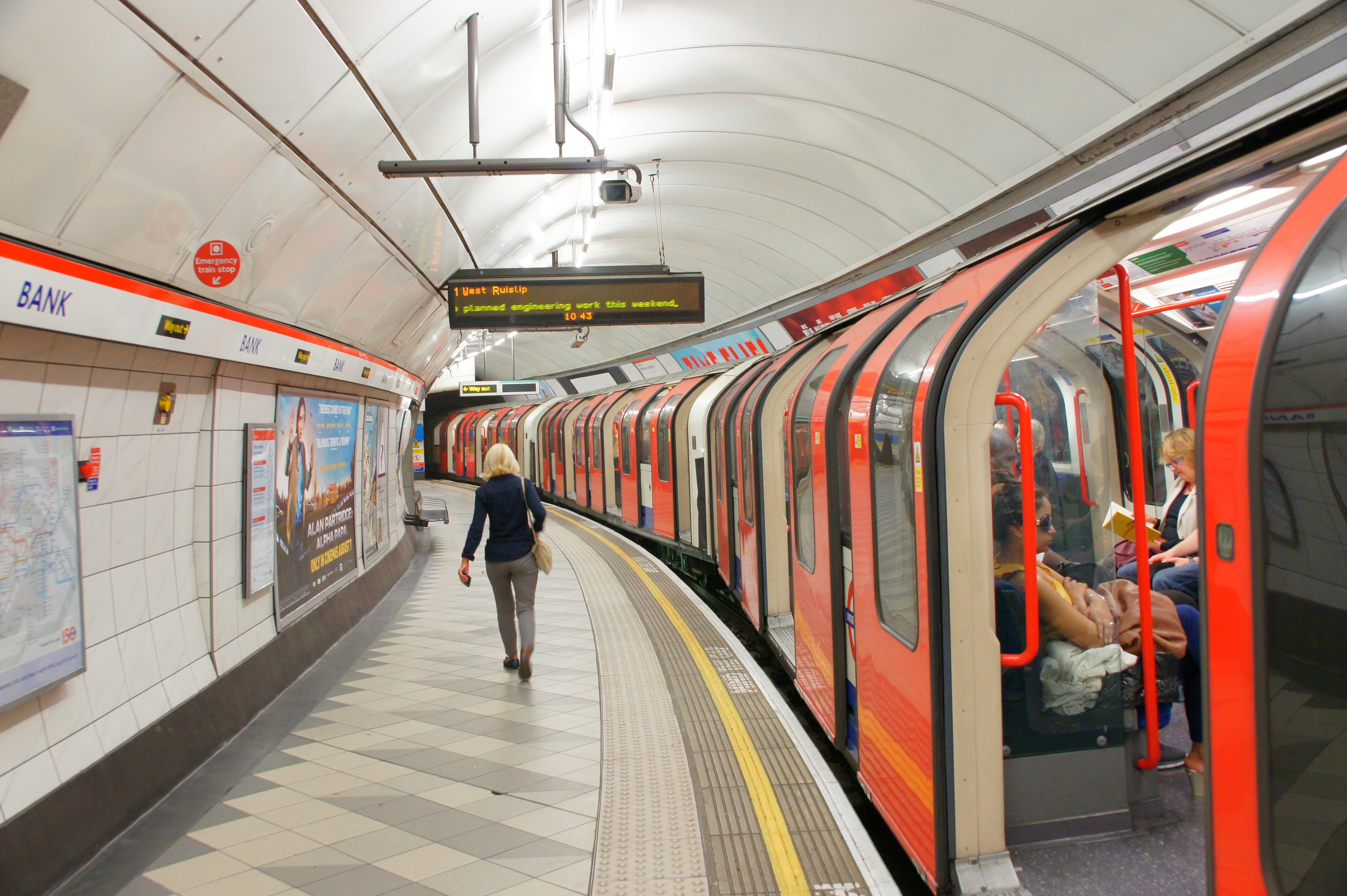
Central line.
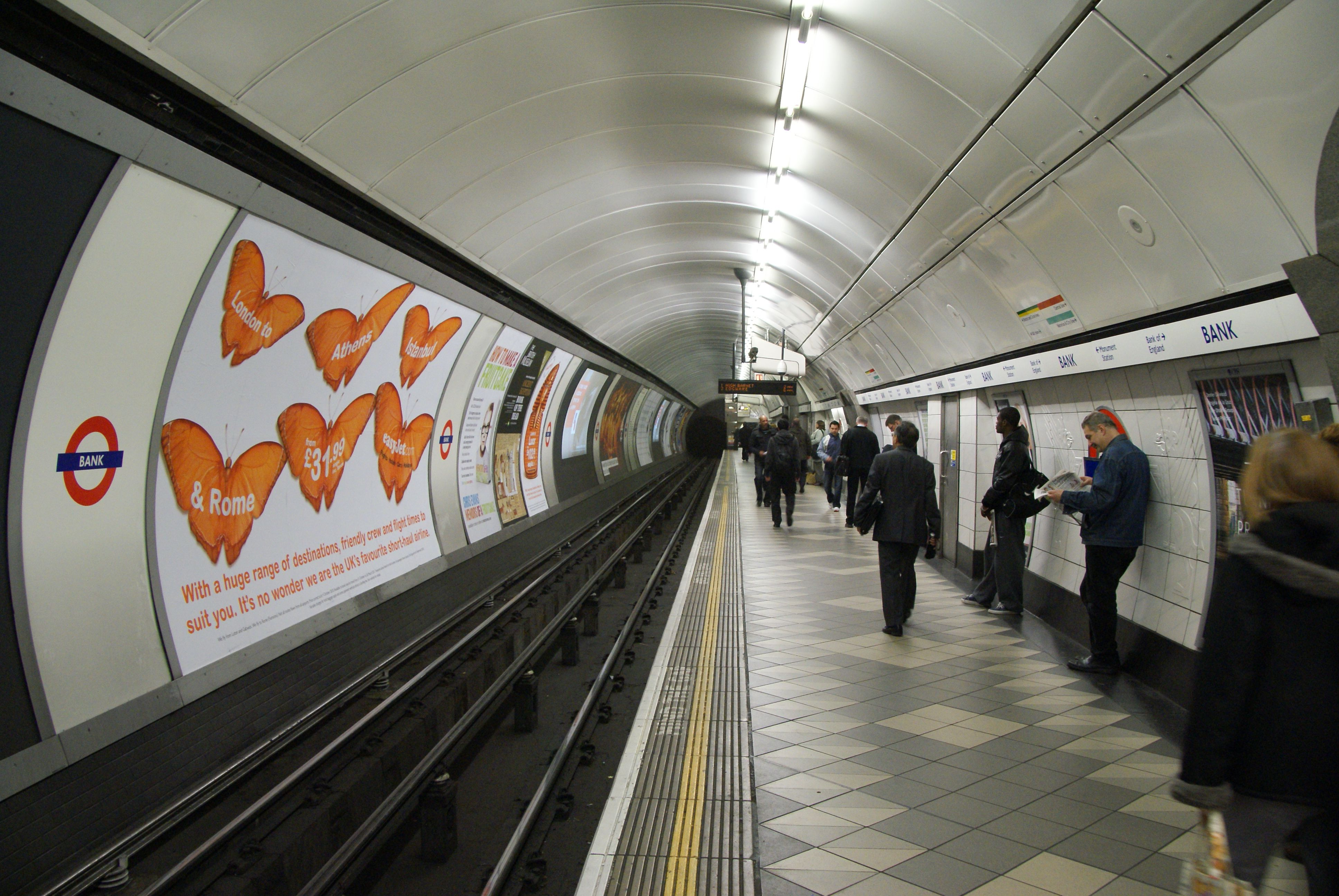
Northern line.
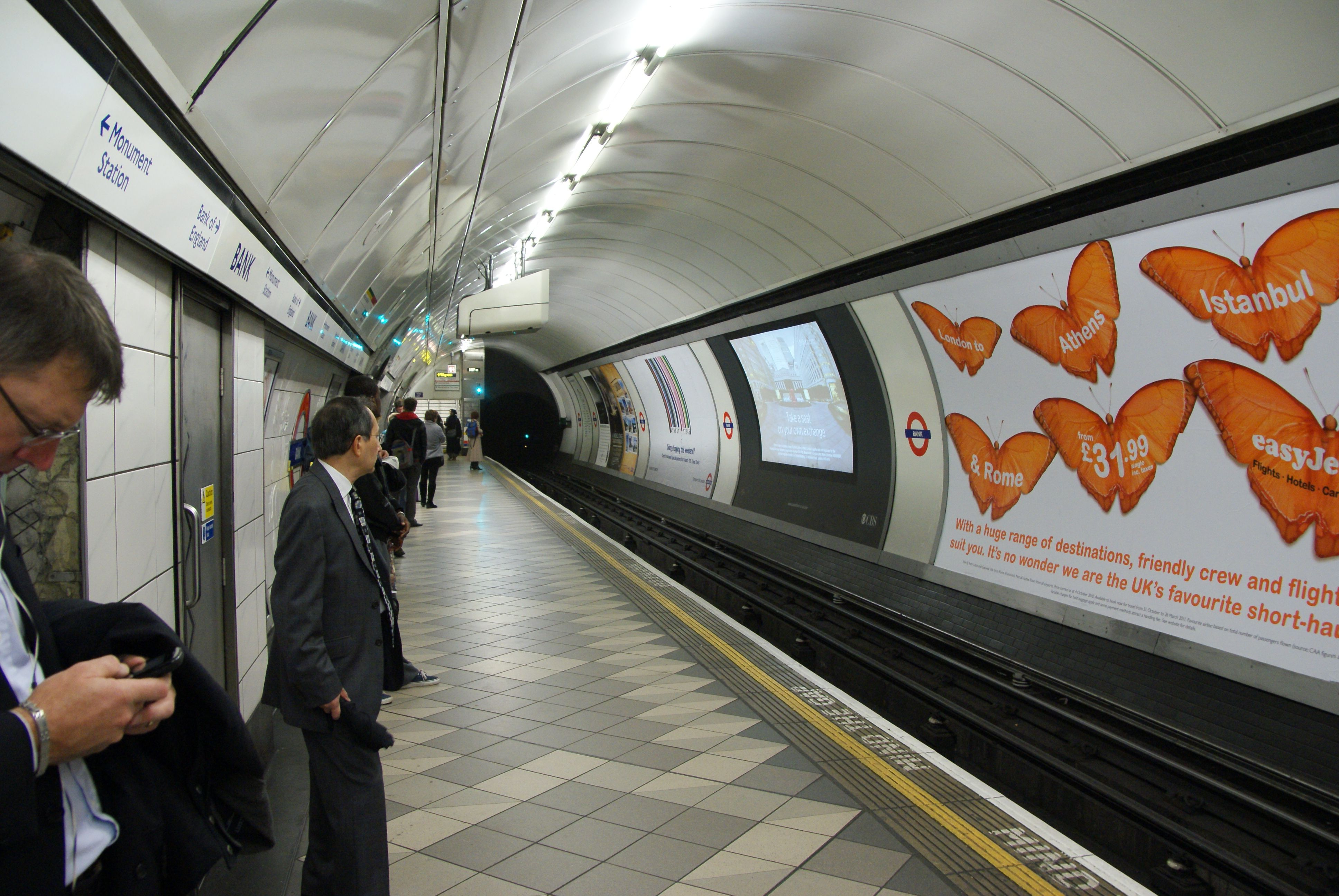
Northern line.
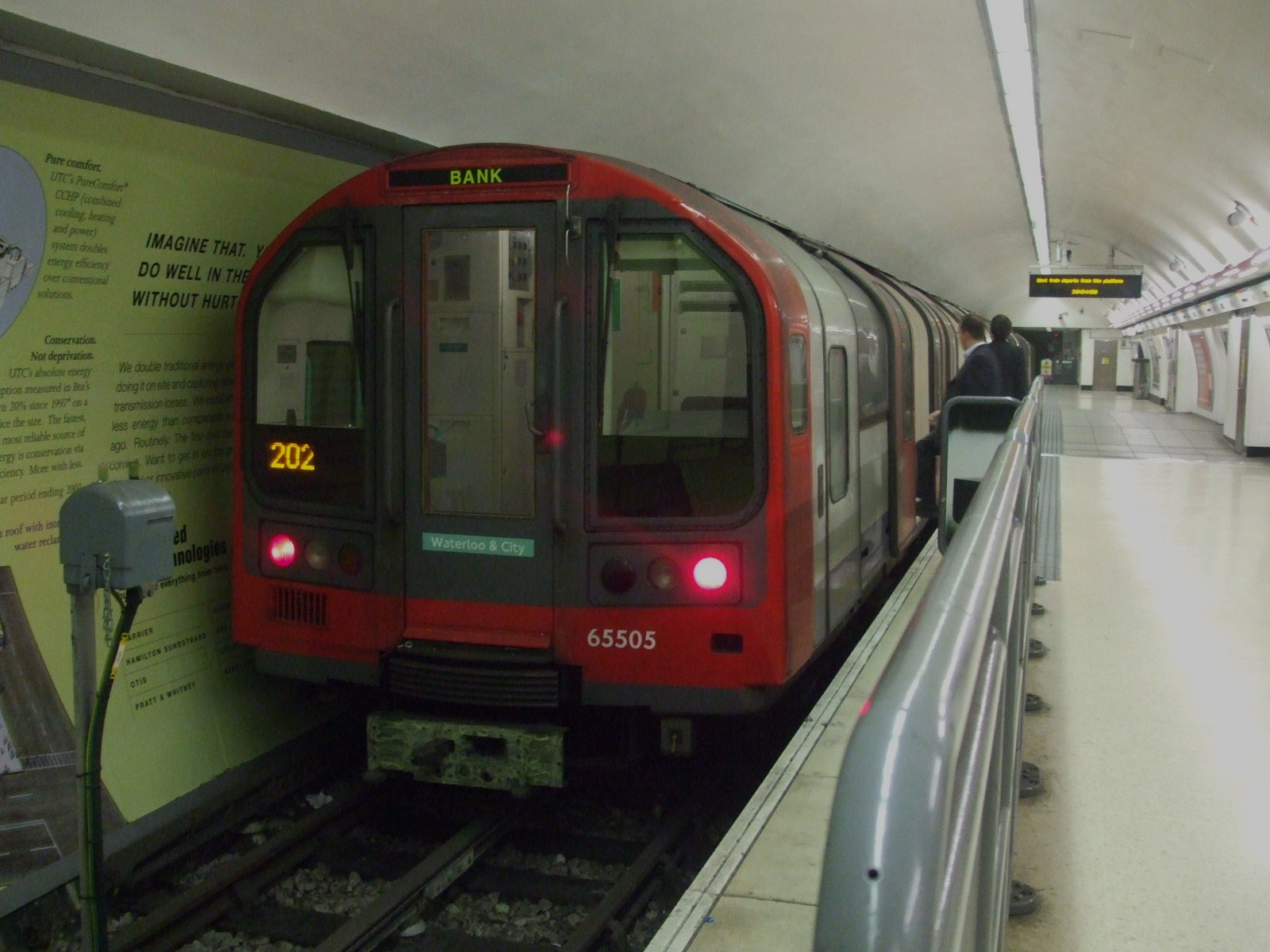
Waterloo & City line.
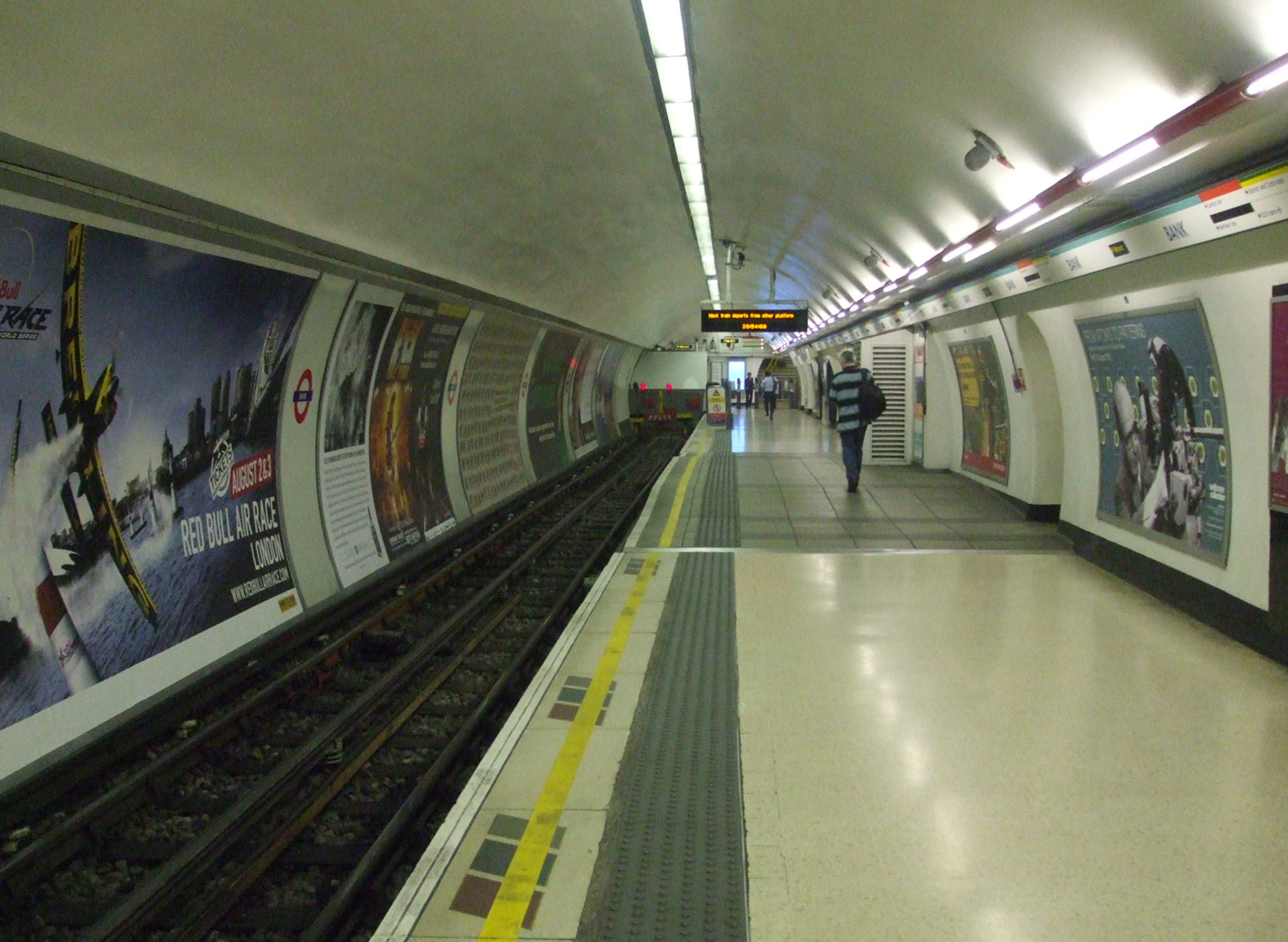
Waterloo & City line.
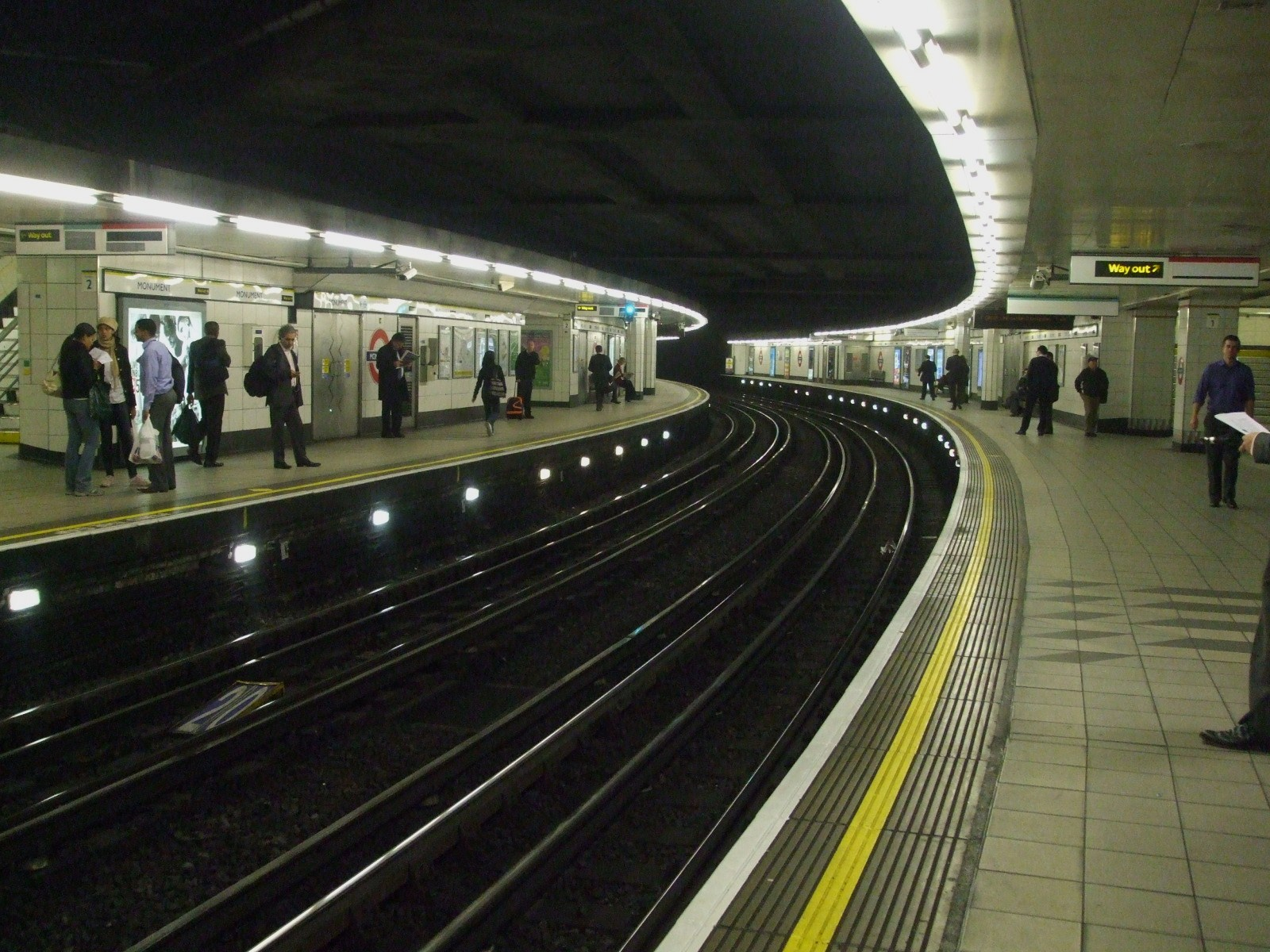
Circle line & District line.
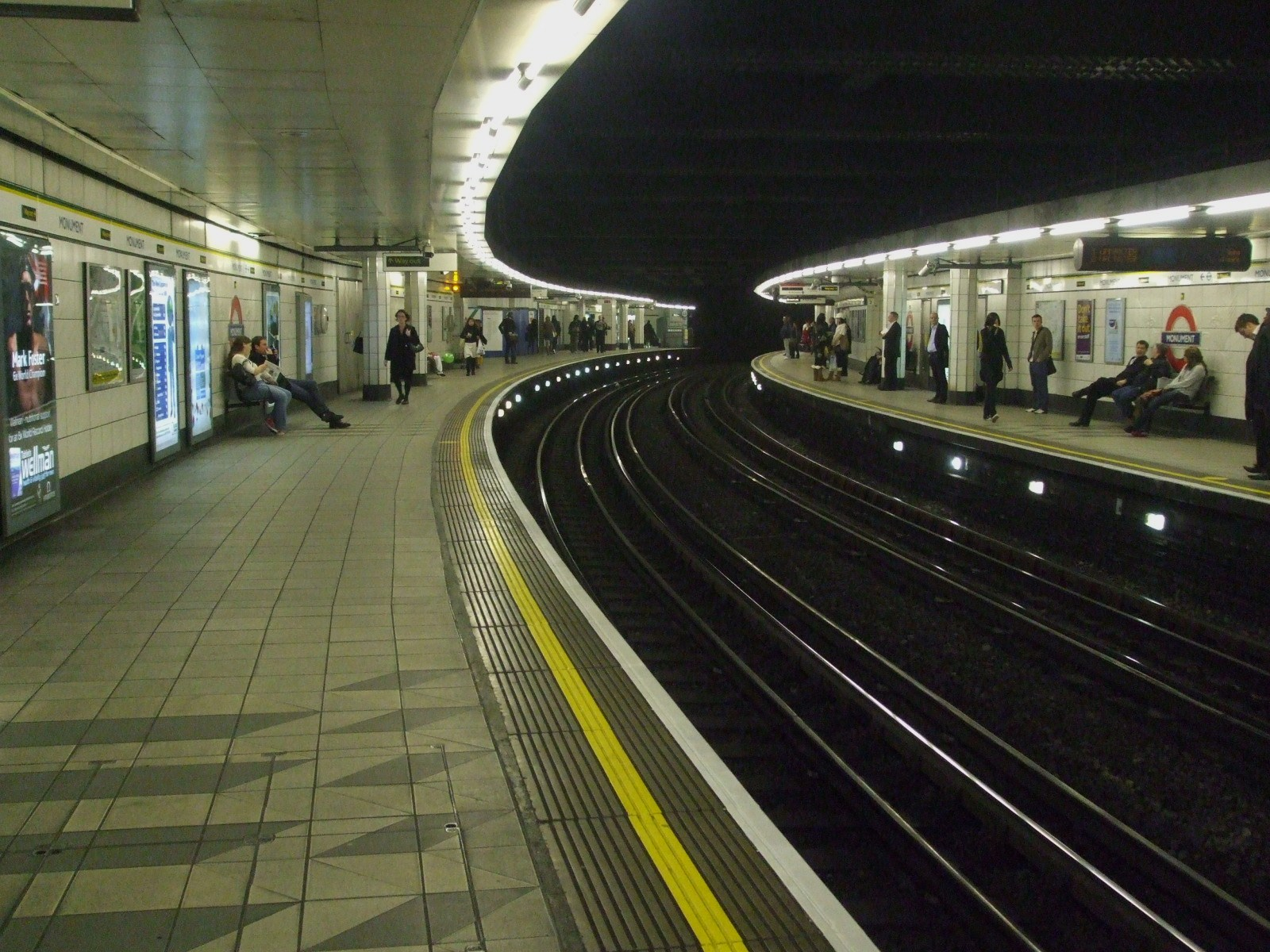
Circle line & District line.
Docklands Light Railway.
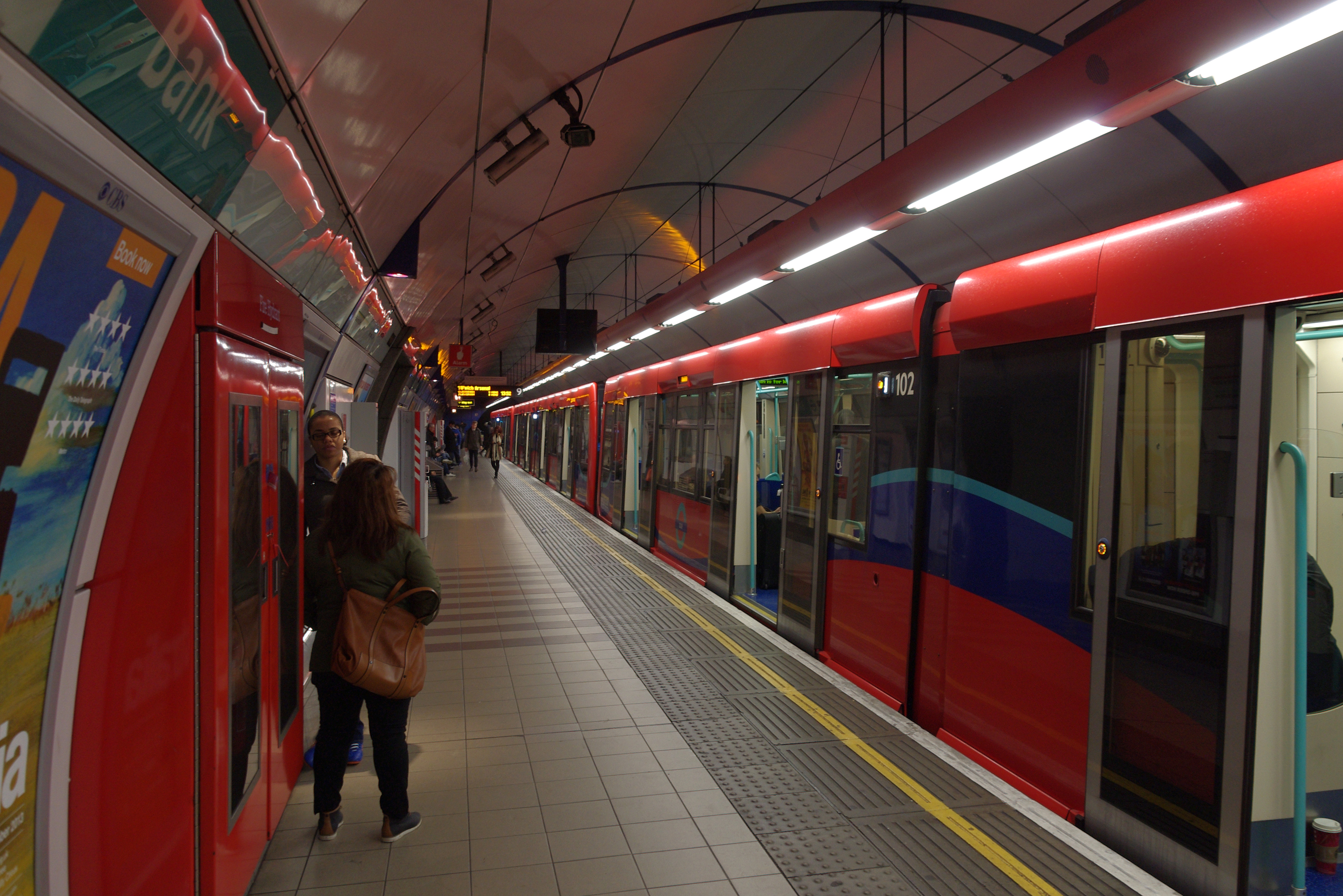
Docklands Light Railway.